# ويليام ك. سميث
ويليام ك. سميث هو سياسي كندي، ولد في 12 يوليو 1875، وتوفي في 24 مايو 1968 في مدسين هات في كندا. حزبياً، نشط في إتحاد مزارعي ألبرتا ‏. وقد انتخب عضو الجمعية التشريعية ألبرتا.